# Rândunică cu târtiță cenușie

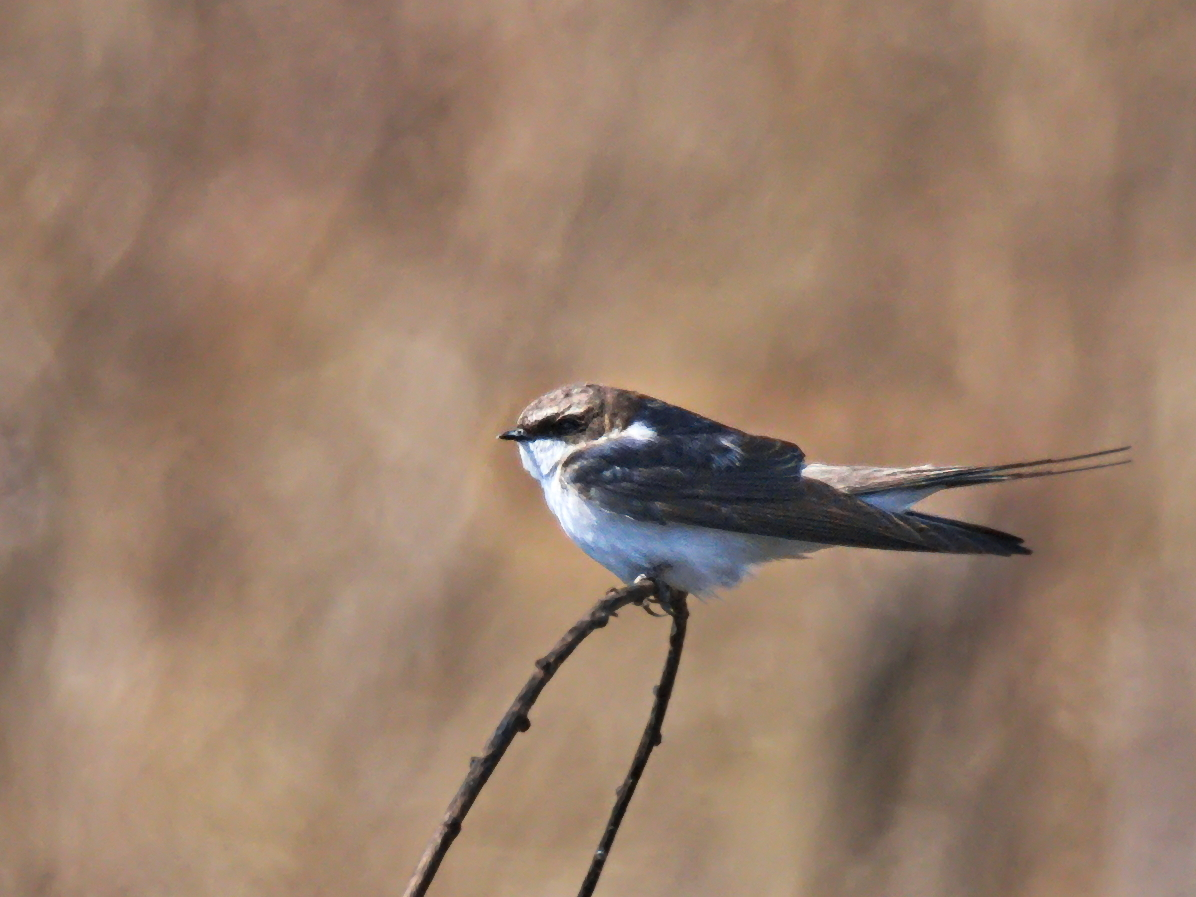
Rândunica cu târtiță cenușie

Rândunică cu târtiță cenușie (Pseudhirundo griseopyga) este o specie de pasăre din familia Hirundinidae.  Este singurul membru al genului Pseudhirundo.
Se găsește în Angola, Benin, Botswana, Burkina Faso, Burundi, Camerun, Republica Centrafricană, Republica Congo, Republica Democratică Congo, Coasta de Fildeș, Guineea Ecuatorială, Eswatini, Etiopia, Gabon, Gambia, Ghana, Guinea, Guinea-Bissau, Kenya, Liberia, Malawi, Mali, Mozambic, Namibia, Niger, Nigeria, Rwanda, Senegal, Sierra Leone, Africa de Sud, Sudan, Tanzania, Uganda, Zambia și Zimbabwe.